# Istres sports
L'Istres sports est un club omnisports créé en 1969 à Istres. 
Ses couleurs proviennent de la section football : violet et noir, le blanc ayant été ajouté par la suite.

## Sports pratiqués
- Aïkido
- Athlétisme
- Aviron
- Badminton
- Basket-ball - cf. Istres Sports BC
- Boxe
- Cyclisme/VTT/Cyclotourisme
- Escrime - section créée en 1974
- Football - cf. Istres Football Club
- Gymnastique rythmique et sportive
- Gymnastique volontaire
- Haltérophilie
- Handball - cf. Istres Provence Handball
- Judo
- Karaté
- Natation/Natation synchronisée
- Pêche sportive
- Rugby à XV - cf. Istres sports rugby
- Squash
- Tai-chi-chuan
- Tennis
- Tennis de table - cf. Istres TT
- Tir à l'arc
- Triathlon
- Volley-ball - cf. Istres Provence Volley